# Canton de Figari
Le canton de Figari est une ancienne division administrative française, située dans le département de la Corse-du-Sud et la collectivité territoriale de Corse.

## Géographie
Ce canton était organisé autour de Figari dans l'arrondissement de Sartène. Son altitude variait de 0 à 1 366 m pour Figari, avec une moyenne de 117 m.

## Histoire
- En 1856, une première demande de création du canton avait été faite par le conseil général[1].

- Créé en 1973 (décret du 18 août 1973, changement de dénomination du canton de Sainte-Lucie-de-Tallano).

- Le canton est supprimé par le décret du 24 février 2014, à compter des élections départementales de mars 2015[2]. Il est englobé dans le canton du Grand Sud.

## Administration
| Période | Période      | Identité               | Étiquette | Qualité |
| ------- | ------------ | ---------------------- | --------- | --- |
| 1973    | 1976         | Guillaume Milleliri    | UDR       | Maire de Sotta |
| 1976    | 1988 (décès) | Quilicus Finidori      | RPR       | Maire de Figari |
| 1988    | 2001         | Jérôme Polverini       | RPR       | Inspecteur général de l'administration de l'Education Nationale Membre du Conseil exécutif de Corse Maire de Pianottoli-Caldarello (1974-2014) |
| 2001    | 2015         | Jean-Baptiste Giuseppi | PRG       | Avocat, Figari |

## Composition
Le canton de Figari comprenait quatre communes et comptait 3 508 habitants, selon le recensement de 2009 (population municipale).
| Nom                   | Code Insee | Intercommunalité | Population (dernière pop. légale) |
| --------------------- | ---------- | ---------------- | --------------------------------- |
| Figari (chef-lieu)    | 2A114      | CC du Sud Corse  | 1 454 (2014)                      |
| Monacia-d'Aullène     | 2A163      | CC du Sud Corse  | 506 (2014)                        |
| Pianottoli-Caldarello | 2A215      | CC du Sud Corse  | 959 (2014)                        |
| Sotta                 | 2A288      | CC du Sud Corse  | 1 207 (2014)                      |

## Démographie
| 1975  | 1982  | 1990  | 1999  | 2006  | 2011  | 2012  |
| ----- | ----- | ----- | ----- | ----- | ----- | ----- |
| 2 664 | 3 058 | 2 741 | 2 938 | 3 284 | 3 802 | 3 897 |